# استان ورونژ
استان ورونژ (روسی: Воронежская область) تابع فدرال روسیه (یک استان) می‌باشد. مرکز اداری آن شهر ورونژ می‌باشد. جمعیت آن طبق سرشماری سال ۲۰۱۰، ۲٬۳۳۵٬۳۸۰ نفر بوده.

## جغرافیا
استان ورونژ از دیدگاه داخلی با استان بلگورود (روسیه)، استان کورسک (روسیه)، استان لیپتسک(روسیه) و استان تامبوف(روسیه) و استان ساراتوف(روسیه)، استان ولگوگراد(روسیه) و استان روستوف(روسیه) و در سطح بین‌المللی با اوکراین همسایه می‌باشد.
استان ورونژ در کمربند مرکزی قسمت اروپایی روسیه قرار گرفته‌است، در یک محل استراتژیک بسیار ثمربخش، لینک‌های حمل و نقل به سایت که به منطقه‌های صنعتی روسیه می‌رود. در شعاع (۱۲ ساعت رانندگی ۸۰کیلومتر در ساعت) ۹۶۰ کیلومتر در طرف‌های ورونژ بالغ بر۵۰ درصد از جمعیت روسیه و ۴۰ درصد در اوکراین مشغول زندگی هستند.
مساحت بخش- ۵۲٫۴ هزار کیلومتر مربع، که نزدیک به ۱/۳ مجموع مساحت بخشمرکزی زمین سیاه می‌باشد. اندازه بخش از شمال به جنوب - ۲۷۷٫۵ کیلومتر و از سمت غرب به شرق - ۳۵۲ کیلومتر بسیاری از منطقه استپی می‌باشد، در بین خاک غالب خاک حاصلخیز خاک سیاه.

### رودخانه‌های اصلی

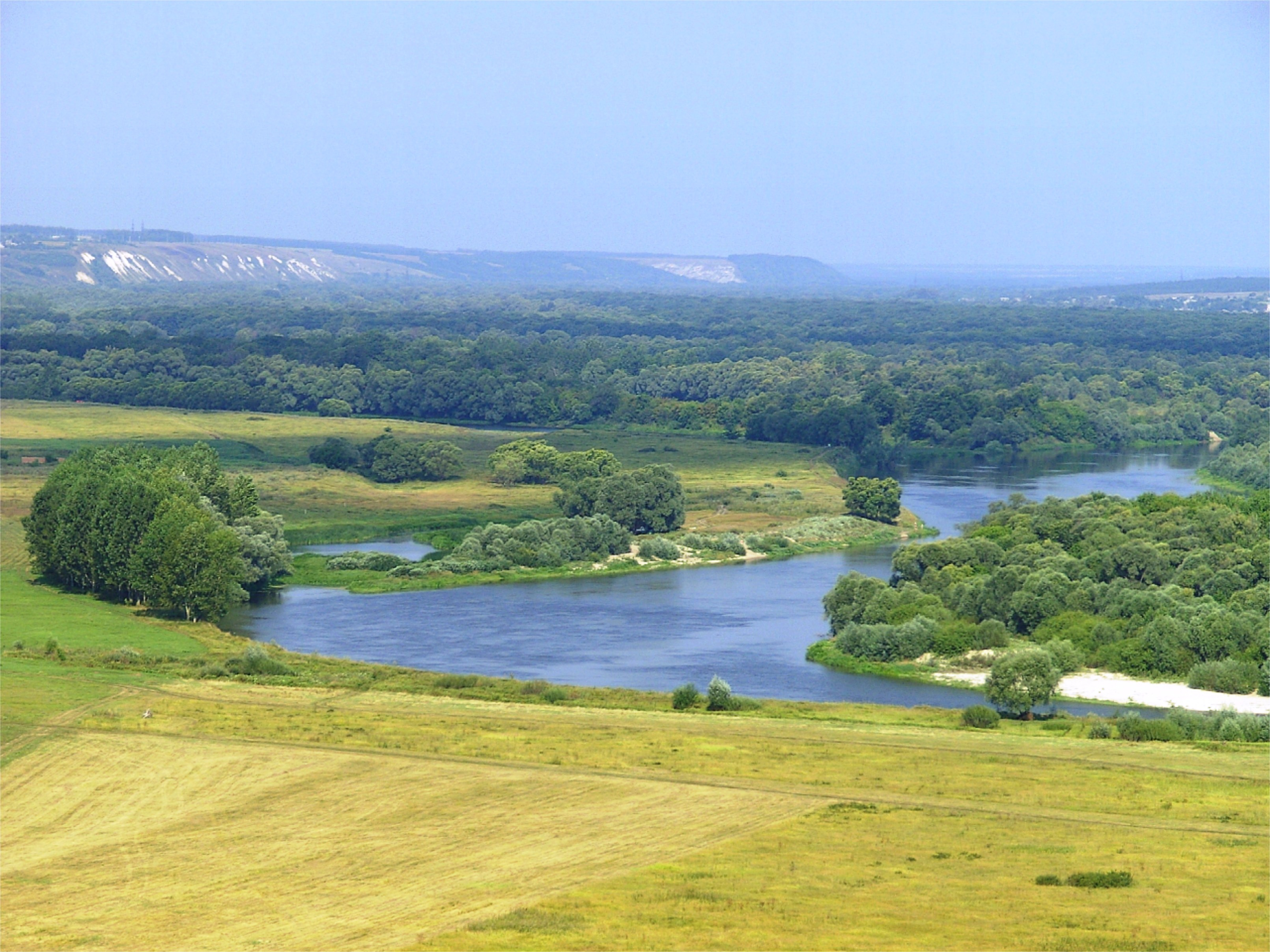
رودخانه دون، استان ورونژ

این استان در سال ۲۴۰۸ دارای ۷۳۸ دریاچه و برکه می‌باشد، در سال ۱۳۴۳ رودخانه بیش از ۱۰ کیلومتر طول دارد. رودخانه اصلی دان است که ۵۳۰ کیلومتر از ۱۸۷۰ کیلومتر آن از این بخش گذر می‌کند و بخش زهکشی به پهناوری ۴۲۲٬۰۰۰ کیلومتر مربع را ایجاد می‌کند.
- دان
- ورونژ
- بیتیوگ
- خوپیور

### اقلیم

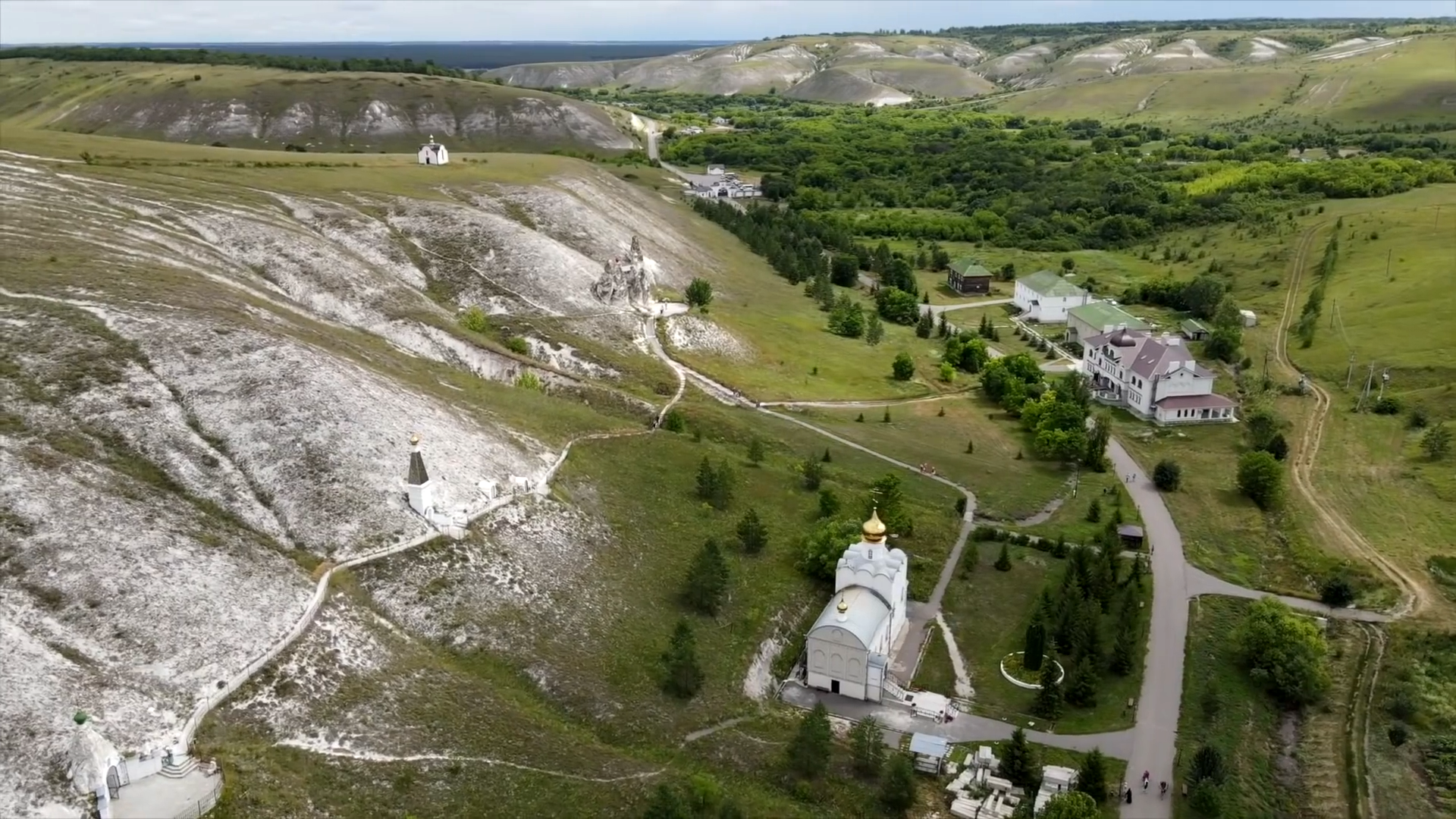
استان دیونوگوریه ورونژ

آب و هوای این بخش ملایم قاره ای می‌باشد و متوسط دمای ژانویه آن −۴٫۵ درجه سلسیوس (۲۳٫۹ درجه فارنهایت) می‌باشد و با متوسط دمای جولای +۲۵ تا +۳۰ درجه سلسیوس (۷۷ تا ۸۶ درجه فارنهایت). میانگین دمای سالانه از +۵ درجه سلسیوس (۴۱ درجه فارنهایت) ناپایدار می‌باشد. در شمال تا +۶٫۵ درجه سلسیوس (۴۳٫۷ درجه فارنهایت) در قسمت جنوب. میزان بارندگی از ۶۰۰ میلیمتر (۲۴ اینچ) درقسمت شمال غربی تا ۴۵۰ میلیمتر (۱۸ اینچ) درقسمت جنوب شرقی.

## تاریخ
این استان در ژوئن تأسیس گردید. در تاریخ۱۳، 1934.
در تاریخ۲۱ مه ۱۹۹۸ ورونژ به همراه آمور، ایوانوو، استان کوستروما (روسیه) و جمهوری ماری ال ((جمهوری‌خودمختار روسیه)) توافقنامه تقسیم قدرت را با دولت فدرال امضا نمودند و به آن خودمختاری اعطا نمودند. این قرارداد درتاریخ ۲۲ فوریه ۲۰۰۲ لغو گردید در ماه «می».

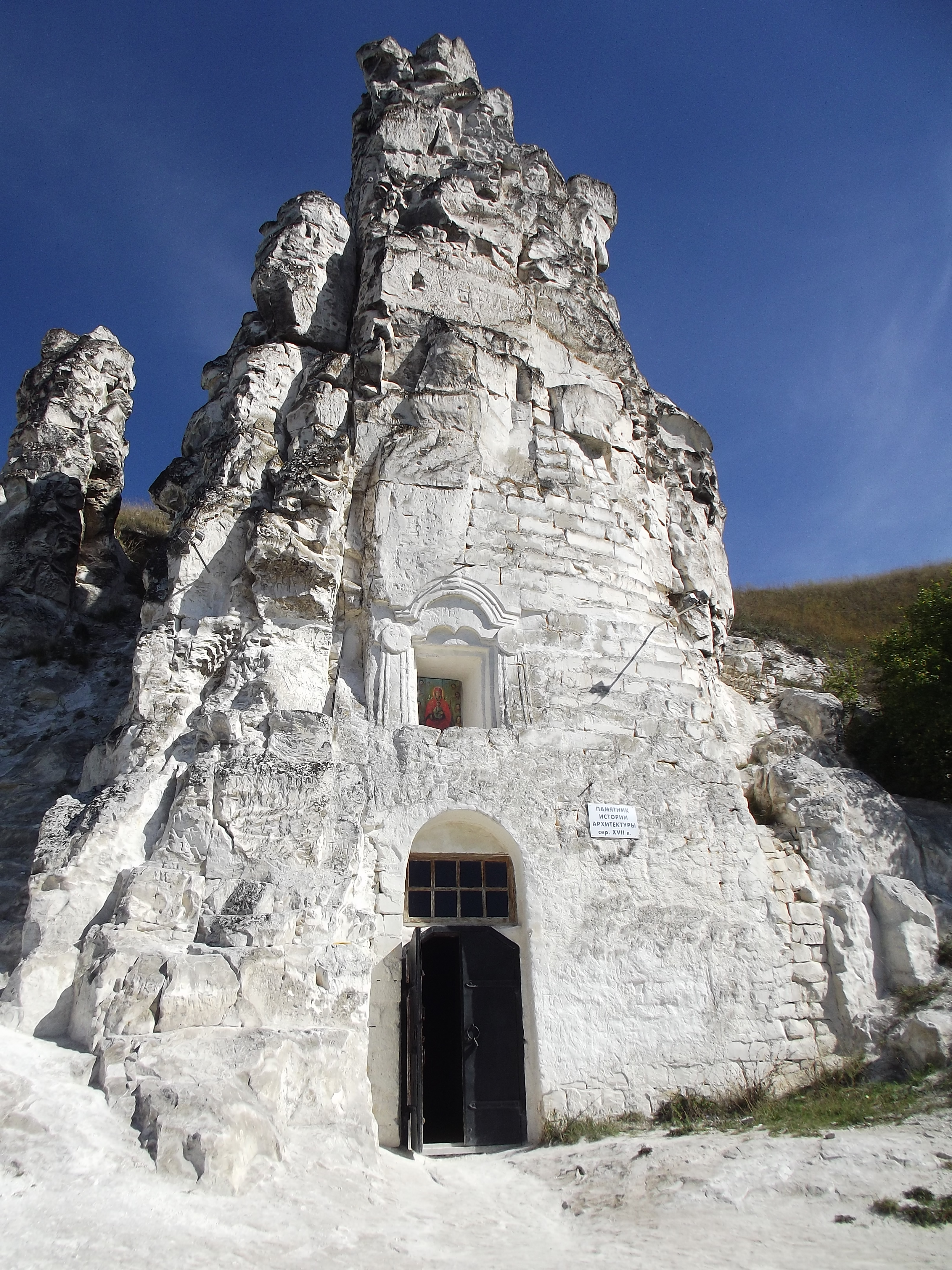
کلیسای غار سیسیلی مادر خدا در موزه بزرگ دیوا، رزرو دیونوگوری، منطقه لیسکی منطقه ورونژ

کوستیونکی، که در استان ورونژ قرار گرفته‌است، به دلیل تراکم بسیار بقایای فرهنگی انسان‌های مدرن از دیدگاه آناتومی از شروع دوران پارینه سنگی فوقانی شناخته شده. نخستین و پیشینی‌ترین حقوق کمپ در اروپا. لایه‌ای از خاکستر آتشفشانی کامپانیا مربوط به حدود ۴۰٬۰۰۰ سال گذشته در بالای بعضی از یافته‌ها پیدا شده‌است که نشان می‌دهد «انسان‌های ناشناخته» قبل از این در این محل زندگی می‌نمودند. پیشینی‌ترین بقایای انسان با سابقه مستقیم از این سایت مربوط به ۱۱۰۰ ± ۳۲۶۰۰ سال ۱۴ درجه سانتیگراد می‌باشد و همانند استخوان درشت نی و نازک‌نی می‌باشد، با ویژگی‌هایی که استخوان‌ها را به انسان‌های نخستین اروپایی مدرن طبقه‌بندی می‌نماید.
در سال ۲۰۰۹، دی ان ای از بقایای یک شکارچی مرد که ۴۰٬۰۰۰ سال پیش از میلاد زندگی نموده و در سن ۲۰ تا ۲۵ سالگی مرد، استحصال شد. دودمان مادری وی یو۲ بود. وی را در یک گودال بیضی شکل در حالت خمیده دفن نمودند و با اخرای قرمز پوشیده شد.

## تقسیمات اداری

نقشه استان ورونژ

## اقتصاد
ساختار استان ورونژ صنعتی-کشاورزی. به نام منطقه ای از صنعت زیرسلطه مهندسی مکانیک، مهندسی سیستم‌های قدرت، صنایع غذایی، صنعت پردازش مواد خام کشاورزی می‌باشد. آنان ۴/۵ از حجم مجموع تولیدهای صنعتی را ایجاد می‌کنند. اختصاص صنعت بخش صنایع غذایی (۲۷٪) است، رتبه دوم توسط مهندسی و فلزکاری (۲۳٪)، مقام سوم - قدرت (۱۸٪) می‌باشد.
صنعت این بخش در تولید ماشین آلات، تجهیزات نفت و گاز، موتورهای موشکی، عنصرهای پل فلزی، سازو برگ‌های پرس آهنگری و معدن، ساز و برگ‌های الکترونیکی، هواپیماهای مسافربری ایرباس اختصاص دارد.
گسترده‌ترین شرکت‌های بخش همانند سوزوزدیه (درآمد ۳۲۸٫۵۸ میلیون دلار در سال ۲۰۱۷)، مولوست (صنایع لبنی؛ ۲۳۲٫۱۸ میلیون دلار)، ورونژ سینتز کاچوک (گروه سیبور؛ ۱۴۸ میلیون دلار)، شعبه روسیه گروه کافکو (۱۲۷٫۶۳ میلیون دلار).

### کشاورزی

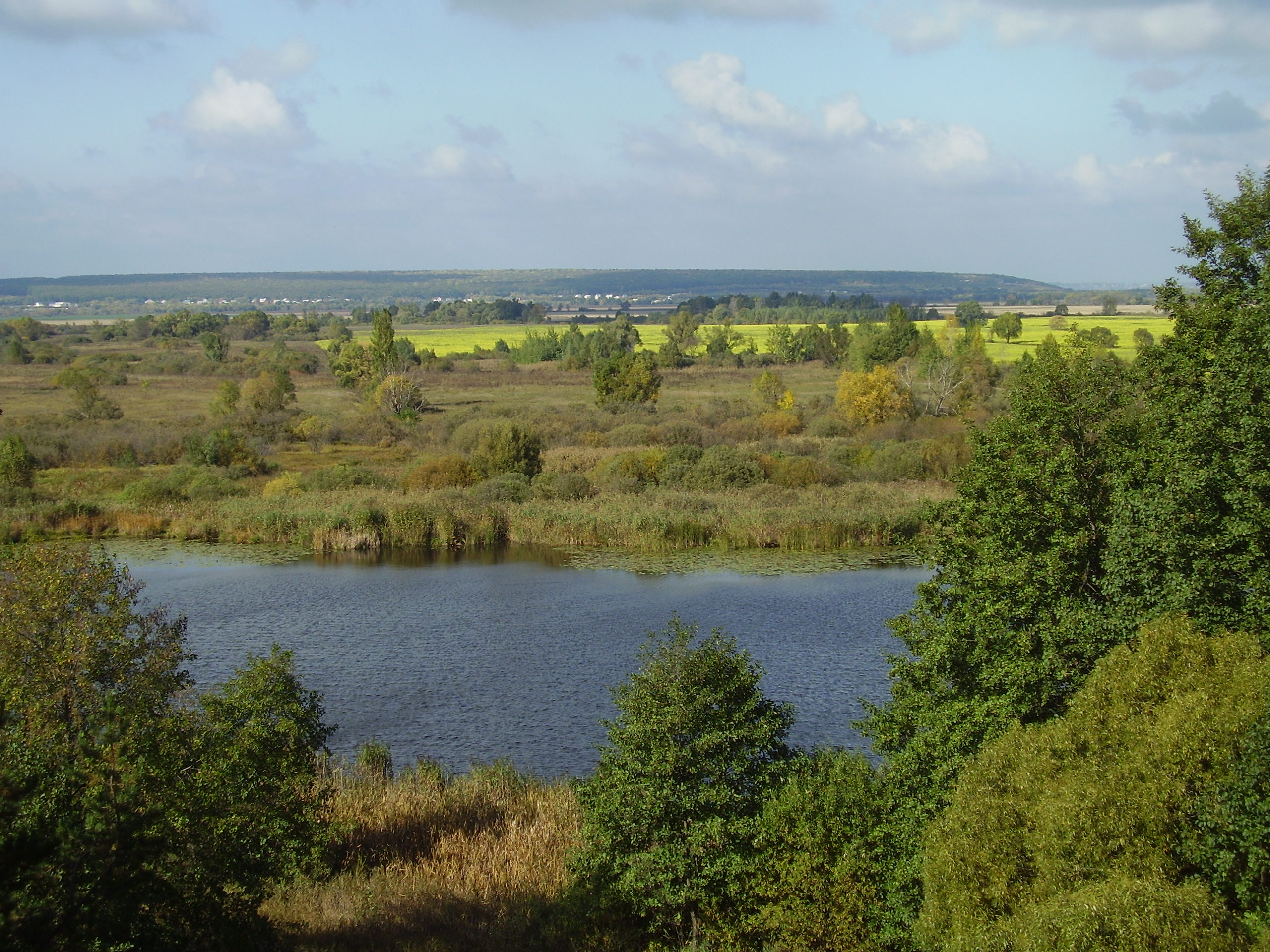
دریاچه ای در نزدیکی ورونژ

استان ورونژ فراهم کنندهٔ بخشی از محصول‌های کشاورزی می‌باشد. برای نخستین بار در تاریخ بخش کشاورزی در سال ۲۰۱۱ محصول رکورد تولید شد: چغندر قند (کارخانه) - ۶ میلیون. ۹۹۲ هزار. تن (۳٫۹ برابر بیشتر از سال ۲۰۱۰) و آفتابگردان - ۱ میلیون. ۰۰۲ هزار تن (۲، ۴ برابر بیشتر از سال ۲۰۱۰) در سال ۲۰۱۴، استان ورونژ در جایگاه نخست روسیه از دیدگاه برداشت ناخالص سیب زمینی واقع شد، در مزرعه‌های کل دسته‌ها ۱٫۷۵۷ میلیون تن سیب زمینی جمع‌آوری گردیده شده.
به‌طور مجموع، ویژگی‌های کشاورزی - با محصول‌های آفتابگردان و غلات، گاو لبنی و گوشت گاو، خوک. چغندر می‌باشد، صنعت چغندر قند در استان ورونژ از دیدگاه تولید ناخالص چغندر قند و ساخت چغندرقند یکی از گسترده‌ترین صنعت‌های کشور می‌باشد. در سال ۲۰۱۴، کارخانه‌های قند ۴۹۵٫۱ هزار تولید گردید. تن شکر
تولید شیر در استان ورونژ در سال ۲۰۱۳ ۱٫۸ درصد گسترش یافت - تا ۷۵۵٬۷۰۰. تن در سال ۲۰۱۴، ۴٫۲٪ افزایش یافت و به ↗۷۸۸ ۰۰۰ تن رسید، طبق این شاخص، استان ورونژ جایگاه نخست را در بخش فدرال مرکزی دارا می‌باشد. تولید شیر در هر گله گاو شیری در سال ۲۰۱۴ با گسترش ۱۰٫۹ درصدی به ۵۵۴۵ رسید. کیلوگرم می‌رسد.